# Джейн Мак-Грегор
Джейн Мак-Ґреґор (англ. Jane McGregor; 1 січня 1983, Ванкувер, Британська Колумбія, Канада) — канадська кіноакторка.

## Життєпис
Джейн Мак-Ґреґор народилася 1 січня 1983 року в Ванкувері, Канада, де проживає донині. В неї є сестра. Мак-Ґреґор хотіла б попрацювати з Крістофером Ґестом. Люсіль Болл — її улюблена акторка. Джейн любить інтерв'ю, але ненавидить прослуховування.

## Кар'єра
Кар'єра Джейн почалася з уроків у Ванкуверському театрі юного актора в 8 років. Водночас вона почала з'являтися в різних рекламах іграшок. Її перша роль — роль Лінди в канадському телесеріалі «Одіссея».
У 1999 році Джейн з'явилася в одному з епізодів діснеївського телесеріалу «Чудеса.com» в ролі Ґебі Кроуфорд, подружки головного героя.
У 2002 році Джейн Мак-Грегор зіграла роль популярної техаської чирлідерки у фільмі «Вдар її, вона француженка» разом з Пайпер Перабо, потім пішла американська комедія з канадським незалежним фільмом «Квітка і гранат», де вона постала в ролі ізольованої від суспільства, вагітної дівчини-підлітка.
У 2005 вона з'явилася в одному з епізодів серіалу Надприродне в ролі дочки проповідника, а пізніше зіграла сестру Кері Рассела в драмі «Звичайна магія».
У 2006 році Джейн Мак-Грегор у фільмі «Життя за життя» зіграла роль Кетрін Ніланд, археологині, яка потерпає від виснажливої мігрені.
З 2005 по 2008 рік Джейн Мак-Грегор час від часу з'являлася в серіалі «Robson Arms» в ролі Алісії Плекас, в 2007 з'явилася в ролі Дженни Лейн, конкурентоспроможної фігуристки, дратується від постійного контролю матері, яку зіграла Ребека Де Морней.
У 2002 отримала ванкуверську нагороду «Жінка в кіно і відео» за роль у фільмі «Квітка і гранат» і «Bitten».
Нині Джейн викладає акторську майстерність в «Biz Studio» у Ванкувері.

## Фільмографія
| Рік       |   | Українська назва             | Оригінальна назва          | Роль                                                     |
| --------- | - | ---------------------------- | -------------------------- | -------------------------------------------------------- |
| 1994      | с | Одіссея                      | The Odyssey                | Лінда (2 епізоди)                                        |
| 1999      | с | Полтергейст: Спадщина        | Poltergeist: The Legacy    | Патриція Спіро (Епізод: "Gaslight")                      |
| 2002      | ф | Шльопни її, вона француженка | Slap Her... She's French   | Старла                                                   |
| 2002      | ф | Піф-паф, ти – мертвий        | Bang Bang You're Dead      | Дженні Далкіст                                           |
| 2005—2008 | с |                              | Robson Arms                | Алісія Плекас-Фошс (13 епізодів)                         |
| 2005      | с | Надприродне                  | Supernatural               | Лорі Соренсон (Епізод: "Hook Man")                       |
| 2006      | ф | Життя за життя               | That Beautiful Somewhere   | Кетрін Ніланд                                            |
| 2006      | ф | Громадянин Дуейн             | Citizen Duane              | Моллі Баклі                                              |
| 2007      | ф | Американська Венера          | American Venus             | Дженна                                                   |
| 2007      | с | 4400                         | The 4400                   | Ванесса Мартін (Епізод: "Audrey Parker's Come and Gone") |
| 2011      | с | Межа                         | Fringe                     | Джулі (Епізод: "Wallflower")                             |
| 2013      | с | Той, що читає думки          | The Listener               | Дженніфер Ковелл (Епізод: "The Illustrated Woman")       |
| 2014      | с | Фарґо                        | Fargo                      | медсестра Фабер (Епізод: "Buridan's Ass")                |
| 2016      | ф | Дев’яте життя Луї Дракса     | The 9th Life of Louis Drax | Софі                                                     |
| 2017      | ф | Життя і мета собаки          | A Dog's Purpose            | Рейчел                                                   |
| 2020      | с | Крізь сніг                   | Snowpiercer                | Астрід (4 епізоди)                                       |